# Longview (Illinois)
Longview – wieś w Stanach Zjednoczonych, w stanie Illinois, w hrabstwie Champaign.